# Alameda Joaquim Eugênio de Lima
A  Alameda Joaquim Eugênio de Lima é uma das principais ruas do Jardim Paulista, bairro da cidade de São Paulo. A rua é famosa por seus bares e botecos no quarteirão entre a Avenida Paulista e a Alameda Santos.
O local foi nomeado em homenagem a Joaquim Eugênio de Lima, engenheiro e urbanista, principal responsável pela construção e abertura da Avenida Paulista, que conta com 2.700 metros de extensão, 31 quarteirões e cerca de 200 mil moradores. O local também é um dos destinos mais procurado pelos turistas que visitam a capital paulista.

## Joaquim Eugênio de Lima
Joaquim Eugênio de Lima nasceu no ano de 1845, no Uruguai. Formou-se como engenheiro na Alemanha e foi o primeiro urbanista de São Paulo. Ele foi o idealizador e um dos principais responsáveis pela construção da Avenida Paulista, ao fazer planos com ideias que trouxe da Europa. Como se formou lá, trouxe ideias para ruas largas, planas e modernas (baseando-se nas cidades europeias), assim como a Avenida é conhecida atualmente pela população paulista. O engenheiro trabalhou também como jornalista e foi proprietário dos periódicos Cidade de São Paulo e Omnibus.
Joaquim Eugênio de Lima faleceu em 1902, aos 56 anos, na cidade de São Paulo. Em homenagem, a prefeitura colocou seu nome em uma das travessas mais importantes da Avenida Paulista. A Alameda Joaquim Eugênio de Lima é um dos principais caminhos para quem sai de carro do coração do Bixiga sentido Avenida Paulista, passando pela Rua dos Ingleses e cruzando a Alameda Ribeirão Preto e a Rua São Carlos do Pinhal. 

## Significado Histórico e Cultural
Devido a existência de elementos estruturadores do ambiente urbano e de valor cultural, com interesse de preservação, o Conselho Municipal de Preservação do Patrimônio Histórico, Cultural e Ambiental da Cidade de São Paulo (CONPRESP) determinou o tombamento da Alameda Joaquim Eugênio de Lima, em conjunto com outras áreas do distrito Bela Vista, em consideração a importância histórica e urbanística dos locais na estruturação da cidade de São Paulo conforme o artigo 2º da Resolução nº. 22/2002:
"Artigo 2º - De acordo com o Artigo 10 da Lei nº. 10.032/85 ficam delimitados os seguintes espaços ou áreas envoltórias dos bens tombados: I . Área do Bexiga - Delimitada pelo polígono obtido a partir da intersecção das seguintes vias:  
...
21. Rua dos Holandeses (CADLOG 08807/2);
22. Rua dos Franceses (CADLOG 07321/0);  
23. Alameda Joaquim Eugênio de Lima (CADLOG 10548/1);  
24. Alameda Ribeirão Preto (CADLOG 17044/5);  
25. Rua Almirante Marques Leão (CADLOG 13564/0);  
26. Rua Santo Antonio (CADLOG 01521/0)."